# Нейрохірургія

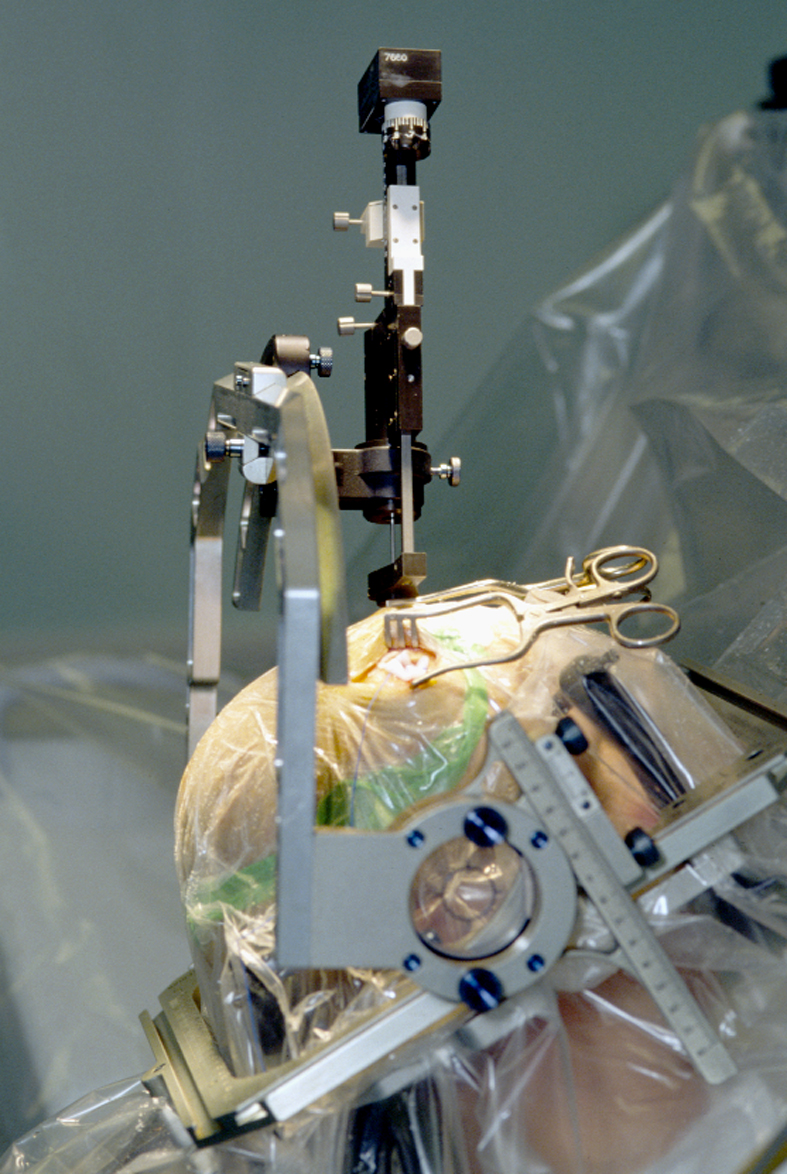
Введення електродів для глибокої стимуляції мозку

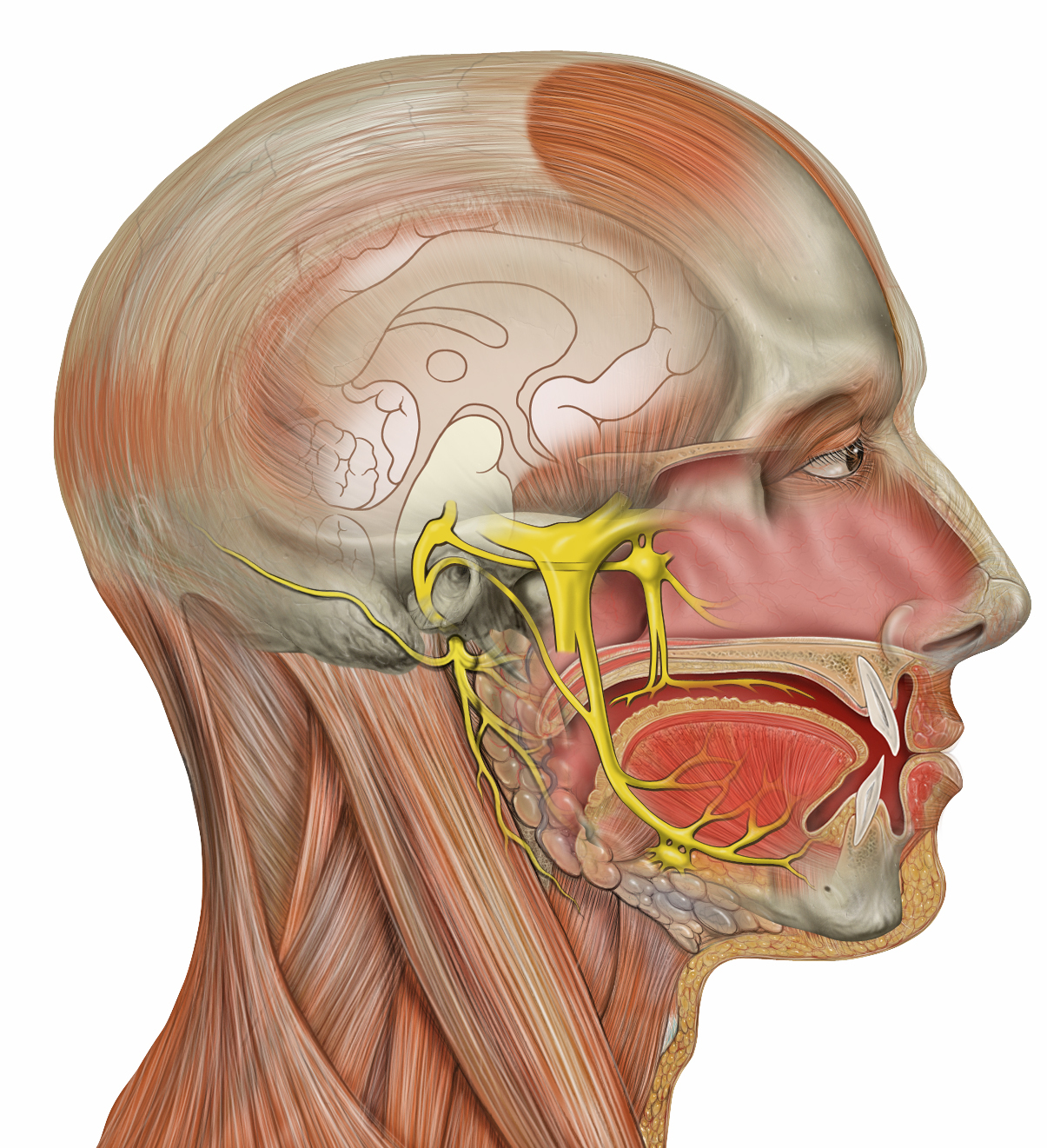
Тригемінальний нерв

Нейрохірургія — галузь медицини, яка займається питаннями діагностики, хірургічного лікування та реабілітації захворювань і пошкоджень центральної і периферичної нервової системи людини.

## Історія
Історія нейрохірургії, як і історія медицини, сягає у глибоку давнину. Археологічні розкопки стародавніх поховань засвідчують про життєві трепанації, які робилися в Єгипті, Індії, Перу та на території теперішньої України (Трипілля). У Перуанському некрополі знайдено близько 10 % черепів, які мають сліди трепанації. Вони могли робитися із ритуальними й медичними цілями, коли дефекти черепа при нейрохірургічних втручаннях закривалися золотими або срібними пластинками.
Відомий папірус Еберса (близько 1550 р.до н.е.), знайдений 1873 року в руїнах Фів, подає докладний опис рівня розвитку медицини у той час у найрозвиненішій і найбагатшій країні світу. В папірусі Едвіна Сміта (1550 р. до н.е.) є опис черепно-мозкових травм, травм хребта, переломів кісток черепа, багатьох захворювань нервової системи.
Глиняні таблички бібліотеки ассирійського царя Ашур-Банібала в Ніневії, крім медичних знань, подають інформацію про розцінки на різні види медичної допомоги. Найдорожчими вважалися операції на головному мозку.
Славнозвісний грецький лікар Гіппократ не лише описав пошкодження черепа та мозку, а й рекомендував проводити трепанації при черепно-мозковій травмі, епілепсії, раптовій сліпоті. Перший опис трепанації черепа Гіппократ подав у роботі «Про рани голови».
За Римської імперії медицина й далі бурхливо розвивалася. Цельс детально описує анатомію головного мозку, черепні та спинномозкові нерви, ганглії. Гален описує й виконує трепанації черепа при пухлинах і крововиливах.
Вважається, що перша настанова з нейрохірургії — трактат Беренгаріо да Капрі, який був опублікований в Болоньї 1518 року. Ця робота насамперед присвячена успішному лікуванню автором перелому потиличної кістки у Лоренцо де Медічі, хоча в ній є і загальні рекомендації.
Піонером нейрохірургії в Російській імперії та першим професором хірургічної неврології у світі був уродженець Києва, естонський професор Людвіг Пуусепп (1875—1942).

## Розвиток нейрохірургії в Україні
Розкопки засвідчують, що за трипільської культури, на території України виконували трепанації черепа. Симетричність трепанацій наводить на думку, що їх робили з ритуальною метою.
Розвиток нейрохірургії в Україні розпочався в епоху Київської Русі. У XIX столітті починають виконувати операції при пухлинах головного мозку не тільки хірурги Києва, а й на периферії. Так, Б. Козловський 1895 року опублікував статтю «О способах операций при врожденных мозговых грыжах», пізніше успішно видалив менінгіоми головного мозку у двох хворих.
1927 року був створений Київський психоневрологічний інститут, а перша нейрохірургічна клініка на 15 ліжок — у 1931 році на базі Першої робітничої лікарні під керівництвом професора М. Юкельсона.
В 1957 р. в Київській області в смт Глеваха була заснована обласна, перша на Київщині, психіатрична лікарня (КОПЛ № 1), яка поступово розвивалась, будувалась, набирала потужності. Згодом посіла чільне місце серед найбільших лікувальних закладів психіатричного профілю в Україні.
Подальша спеціалізація психіатричної допомоги населенню потребувала відокремлення наркологічної служби. На базі 2 наркологічних відділень КОПЛ № 1 в 1984 році створено обласний наркологічний диспансер (КОНД). Згодом диспансер увійшов в число найкращих в Україні.
Обидва заклади розташовані на одній території, мають єдину матеріально-технічну базу.
В 1998 р. Київською обласною державною адміністрацією прийнято рішення про об'єднання психіатричної лікарні № 1 і наркологічного диспансеру шляхом їх злиття і утворення Київського обласного психіатрично — наркологічного медичного об'єднання. Вказане медичне об'єднання такого рівня єдине в Україні.
Нейрохірургічне відділення об'єднання функціонує з 1966 року. В структурі психіатричних лікарень в Україні таких відділень всього два (друге знаходиться в м. Дніпропетровську). Воно створене, як і багато аналогічних відділень в різних країнах світу, для лікування хворих на епілепсії через недостатню ефективність, а часто і повну неефективність консервативного лікування багатьох різновидів епілепсій. З часом, завдяки відкриттям і впровадженням досконалих методів дослідження головного мозку стало можливим етіологічне і патогенетичне лікування не тільки епілепсій, але й цілого ряду органічних захворювань головного мозку, які проявляють себе психічними порушеннями.
Епілептологічний центр функціонує на базі нейрохірургічного відділення. Він забезпечує амбулаторну та стаціонарну діагностику різних видів епілепсій, етіопатогенетичне консервативне або хірургічне лікування хворих на епілепсії, реабілітація (амбулаторне чи стаціонарне) з відміною чи зменшенням доз протисудомних препаратів. Центр надає допомогу хворим Вінницької, Волинської, Житомирської, Закарпатської, Івано-Франківської, Київської, Львівської, Рівненської, Сумської, Полтавської, Тернопільської, Хмельницької, Черкаської, Чернівецької, Чернігівської областей та м. Києва. Епілептологічний центр надає допомогу всім хворим на епілепсії, в тому числі і хворим з інших країн.

## Розвиток науки
Майбутній прогрес нейрохірургії очевидно буде пов'язаний із її подальшою інтеграцією з фундаментальними та прикладними науками, дисциплінами та міждисциплінарними підходами:
- нейронаука (молекулярна, клітинна, системна, когнітивна, обчислювальна);
- медична реабілітація (нейрореабілітація);
- регенеративна медицина (лікування стовбуровими клітинами, тканинна інженерія)
- біоінженерія, біомедична інженерія та біоніка (інженерія нервової тканини, нейроінженерія, роботизована хірургія);
- нейрохімія та нейрофармакологія;
- молекулярна біологія та генетика (генотерапія, редагування геному);
- інформатика та біокібернетика (нейроінформатика, нейрокібернетика);
- психологія (нейропсихологія);
- матеріалознавство (біоматеріали, біополімери, біомолекулярна електроніка);
- біоетика та нейроетика.

Значний прогрес передбачається у зв'язку з використанням розроблень у галузі нейровізуалізації, інженерії нервової тканини, роботизованої хірургії, наномедицини, нейромодуляції та генної терапії.

## Біоетика в нейрохірургії
Нейрохірургія є частиною практичної медицини та єдиною спеціальністю, що передбачає інвазивне втручання в діяльність живого мозку. Головний мозок забезпечує структурно-функціональну цілісність організму і реалізацію усіх основних процесів життєдіяльності організму. Тому нейрохірургія стикається з широким колом біоетичних питань та значним вибором новітніх технологій лікування.
Нейрохірургія має наступні прикладні науково-етичні проблеми:
- Етико-правові аспекти клінічних досліджень;
- Обмежена доступність до дороговартісних медичних послуг;
- Зловживання "легкою хірургією";
- Специфічна для галузі проблема "лікарської помилки" через складність нейрохірургічних патологій та величезної кількості можливих технологій та інструментів їх лікування;
- Дискусійні біоетичні та юридичні питання хірургії для лікування психіатричних захворювань (приклад, лоботомія психіатра Волтера Фрімана);
- Біоетичні дискусії щодо інструментарію відновної хірургії, через застосування експериментальних технологій;
- Дискусійні біоетичні питання вдосконалення діяльності мозку людини за допомогою штучних імплантів - нейропротезування, в т.ч. нейрочати для телепатичного набору тексту для людей з інвалідністю. Див. також: Чат
- Етичне питання стандартизації дослідницьких протоколів тестування нейроінженерних засобів регенерації нервової тканини з метою покращення впровадження результатів експериментальних досліджень в клінічну практику.[3]

### Журнали
- Journal of Neurosurgery
- Journal of Neurotrauma
- Neurosurgery
- Journal of Neurosurgery: Spine
- World Neurosurgery
- Pediatric Neurosurgery
- Journal of Neurosurgery: Pediatrics
- British Journal of Neurosurgery